# El prado (película de 1979)
El prado, es una película italiana dirigida en 1979 por Paolo Taviani y Vittorio Taviani.
Es una película sobre jóvenes. Sobre sus intereses, sobre sus sueños, sobre sus ilusiones y sobre sus esperanzas traicionadas. Los personajes viven el amor de una manera absoluta. Al mismo tiempo están ocupados en un trabajo que les inhibe, por esta razón huyen de la realidad. En el nombre de la fantasía y del mito, se sumergen en un mundo ideal con la esperanza de cambiar la historia, y volcar el curso de una existencia insatisfecha.

## Sinopsis
Eugenia (Isabella Rossellini en su debut cinematográfico) y Enzo tienen una relación sentimental. Un día Eugenia encuentra a Giovanni y se enamora. Eugenia y Enzo, hartos de los miles de dificultades que tienen en su inserción social parten para África. Giovanni, ahora solo, se abandona a sí mismo hasta morir poco a poco.

## Premios
- 1980 - Premio "Silver Ribbon" a la mejor actriz debutante Issabella Rossellini (Italian National Syndicate of Film Journalists)
- 1981 - XIX Premio de la crítica discográfica italiana por la banda sonora El prado